# Пактаєво (Сернурський район)
Пакта́єво (рос. Пактаево, марій. Пактай) — присілок у складі Сернурського району Марій Ел, Росія. Входить до складу Чендемеровського сільського поселення.

## Населення
Населення — 50 осіб (2010; 45 у 2002).
Національний склад (станом на 2002 рік):
- марі — 100 %